# P (clase de complejidad)
En computación, cuando el tiempo de ejecución de un algoritmo (mediante el cual se obtiene una solución al problema) es menor o igual que un cierto valor calculado a partir del número de variables implicadas (generalmente variables de entrada) usando una fórmula polinómica, se dice que dicho problema se puede resolver en un tiempo polinómico o polinomial P. La tesis de Cobham postula que la clase P es la que tiene los problemas tratables más grandes, es decir, los problemas de gran tamaño que se pueden calcular de forma eficiente con un ordenador.
Por ejemplo, si determinar el camino óptimo que debe recorrer un cartero que pasa por {\displaystyle N} casas necesita menos de {\displaystyle 50N^{2}+N} segundos, entonces el problema es resoluble en un "tiempo polinómico".
De esa manera, tiempos de {\displaystyle 2n^{2}+5n}, {\displaystyle 4n^{6}+7n^{4}-2n^{2}} o {\displaystyle n^{2^{2^{175}}}} son polinómicos; pero {\displaystyle 2^{n}} no lo es.
Dentro de los tiempos polinómicos, podemos distinguir los logarítmicos {\displaystyle O(\log n)}, los lineales {\displaystyle O(n)}, los cuadráticos {\displaystyle O(n^{2})}, los cúbicos {\displaystyle O(n^{3})}, etc.

## Clases de complejidad
En teoría de la complejidad, la clase de complejidad de los problemas de decisión que pueden ser resueltos en tiempo polinómico calculado a partir de la entrada por una máquina de Turing determinista es llamada P. Cuando se trata de una máquina de Turing no determinista, la clase es llamada NP. Una de las preguntas abiertas más importantes en la actualidad es descubrir si estas clases son diferentes o no. El Clay Mathematics Institute ofrece un millón de dólares a quien sea capaz de responder a esa pregunta.

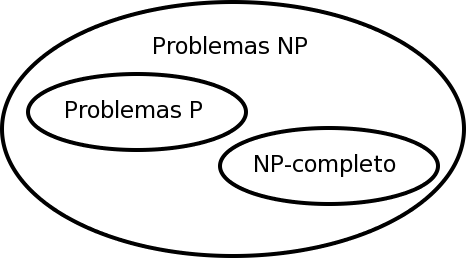
Diagrama de clases de complejidad. Si P = NP, P contendría las zonas NP y NP-completo.

Los problemas NP-completos pueden ser descritos como los problemas en NP que tienen menos posibilidades de estar en P (Ver NP-completo para una definición precisa). Actualmente los investigadores piensan que las clases cumplen con el diagrama mostrado por lo que P y NP-completo tendrían intersección vacía.
La importancia de la pregunta P = NP radica en que, de encontrarse un algoritmo en P para un problema NP-completo, todos los problemas NP-completos (y por ende, todos los problemas de NP) tendrían soluciones en tiempo polinómico.
- Datos: Q846354